# Adrien de Lavalette
Pierre-Marie-Joseph-Adrien Morlhon-Lavalette (Murasson, 5 gennaio 1813 – Parigi, 10 gennaio 1886) è stato un imprenditore francese, giornalista e costruttore di ferrovie.
Nacque dal conte Michel-Auguste-Antoine Morlhon-Lavalette.
Il 29 febbraio 1848, fondò il giornale l'Assemblée Nationale.
La sua maggiore notorietà è legata alla costruzione della Ferrovia del Sempione. Fu tra i fondatori della Compagnie de la Ligne d'Italie, che costruì parte della ferrovia tra Sion e Saint Gingolph, di cui ricoprì la carica di vicepresidente del Consiglio di Amministrazione fino alla liquidazione della società per insolvenza finanziaria. Allo scopo di accedere al credito pubblico nel mese di aprile del 1856 creò un'altra società , la Nouvelle Compagnie de la Ligne d'Italie che prendeva il posto della precedente rilevandone le concessioni e stabilendo la propria sede amministrativa a Parigi e la sede sociale a Ginevra. Le autorità federali svizzere gli revocarono la concessione nel 1872 dato che non riuscì a completare i lavori.
Il conte La Valette fu anche presidente della Société des Inventeurs de France.
Morì il 10 gennaio 1886 a Parigi.